# Тоскоол
Тоскоол (кирг. Тоскоол) — село в Ноокенском районе Джалал-Абадской области Кыргызстана. Входит в состав Шайданского айылного аймака.

## География
Село расположено в южной части области, на берегах реки Алаш-Сай, на расстоянии приблизительно 7 километров (по прямой) к северо-северо-востоку от села Масы, административного центра района. Абсолютная высота — 1145 метров над уровнем моря.

## Население
Согласно оценочным данным Национального статистического комитета Кыргызской Республики, численность населения села на начало 2023 года составляла 2096 человек.
| год     | 2009 | 2014 | 2015 | 2020 | 2021 | 2023 |
| ------- | ---- | ---- | ---- | ---- | ---- | ---- |
| человек | 1884 | 1832 | 1996 | 2112 | 2180 | 2096 |